# Anette Støvelbæk

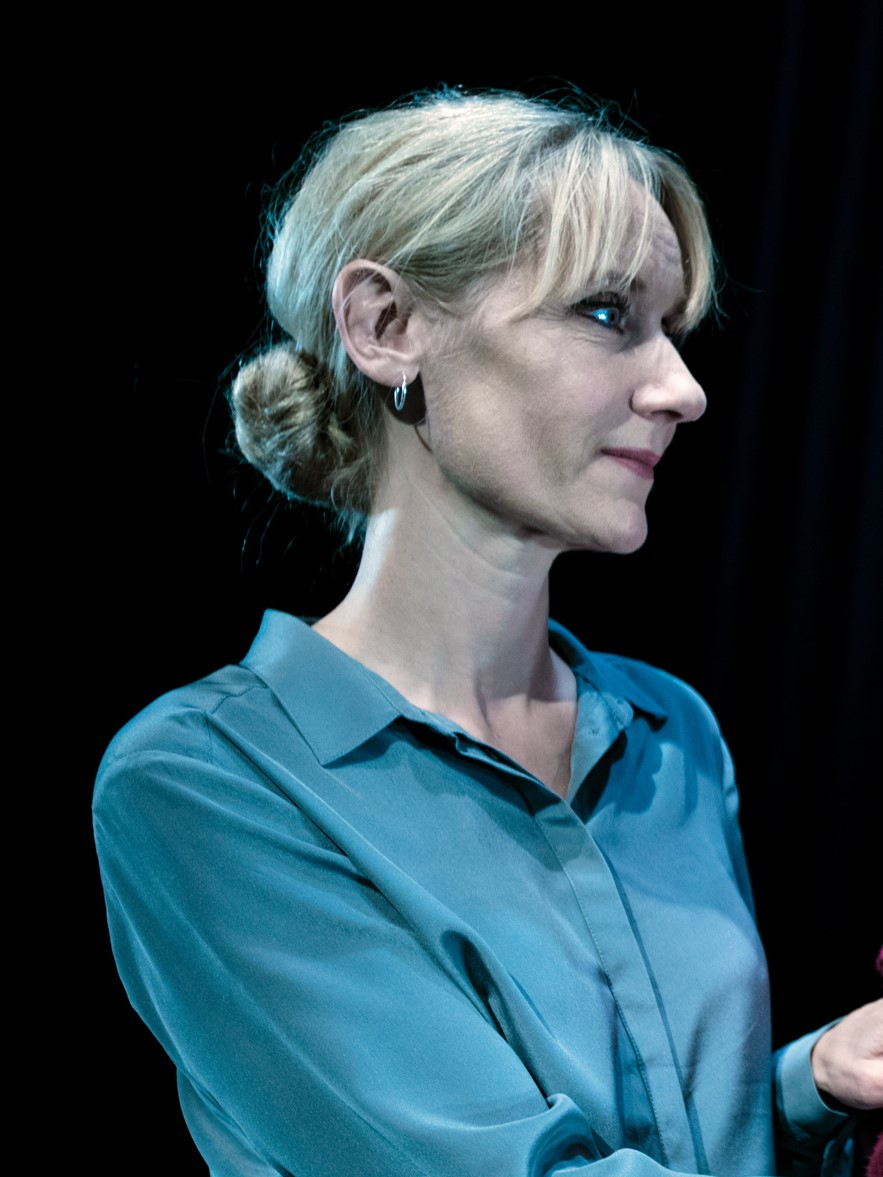
Anette Støvelbæk (2016)

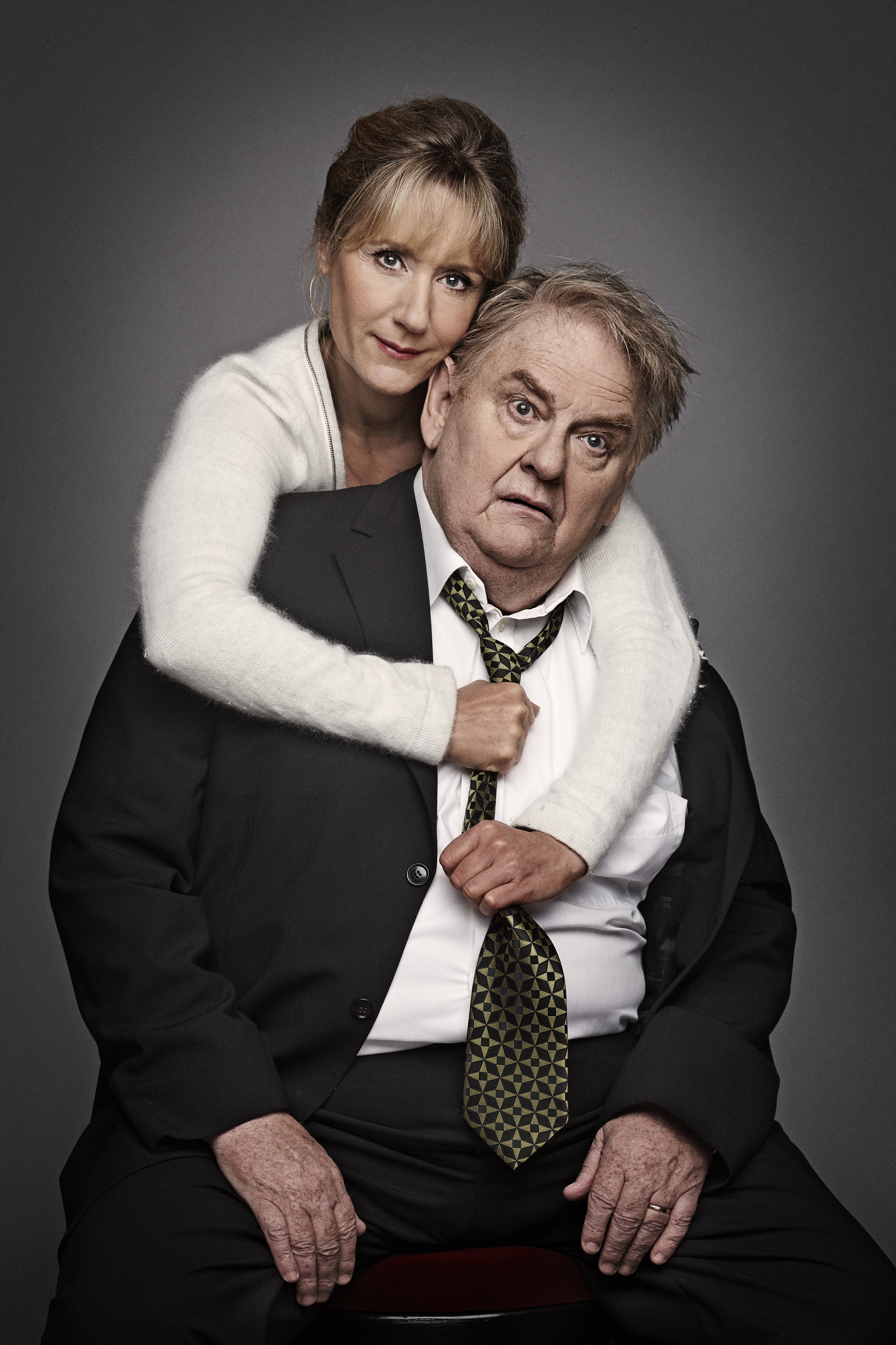
Støvelbæk mit Ole Thestrup (2015)

Anette Støvelbæk (* 27. Juli 1967 in Kopenhagen) ist eine dänische Schauspielerin.

## Leben
Die in Kopenhagen geborene Støvelbæk wuchs auf der Insel Amager auf.
Støvelbæk absolvierte ihre Ausbildung bis 1997 an der Gøglerskolen in Aarhus und der Schauspielschule des Odense Teater. Seit Ende der 1990er Jahre tritt sie in dänischen Film- und Fernsehproduktionen auf. Ihre erste größere Rolle übernahm sie 2000 in Lone Scherfigs Komödie Italienisch für Anfänger, in der sie die ungeschickte Bäckereiverkäuferin Olympia verkörperte. Die Rolle brachte ihr Nominierungen für den Bodil als Beste Hauptdarstellerin und den Robert als Beste Hauptdarstellerin ein.
Parallel trat sie immer wieder am Theater auf, so unter anderem am Kopenhagener Nørrebro Teater, dem Londoner Hippodrome und dem Betty Nansen Teatret.
Sie ist seit 1989 mit dem Schauspieler Lars Mikkelsen verheiratet, mit dem sie zwei Kinder hat.

## Filmografie (Auswahl)
- 1998: Wenn Mama nach Hause kommt (Når mor kommer hjem...)
- 1998: Strisser på Samsø (Fernsehserie, 2 Episoden)
- 2000: Die Bank (Bænken)
- 2000: Italienisch für Anfänger (Italiensk for begyndere)
- 2002: Humørkort-stativ-sælgerens søn
- 2002: Et dukkehjem (Fernsehfilm)
- 2002: Plan B (Miniserie, 3 Episoden)
- 2003: Som man behager (Fernsehfilm)
- 2003: Hodder rettet die Welt (En som Hodder)
- 2003–2004: Forsvar (Fernsehserie, 9 Episoden)
- 2004: Hvem du end er
- 2004–2007: Krøniken (Fernsehserie, 18 Episoden)
- 2006: 1:1
- 2006: Das Genie und der Wahnsinn (Sprængfarlig bombe)
- 2006: Far til fire – i stor stil
- 2007: Insel der verlorenen Seelen (De fortabte sjæles ø)
- 2008: Remix
- 2009: Mille (Fernsehserie, 2 Episoden)
- 2009: Superbror
- 2009–2010: Kleine Morde unter Nachbarn (Lærkevej, Fernsehserie, 21 Episoden)
- 2010: Protectors – Auf Leben und Tod (Livvagterne, Fernsehserie, 2 Episoden)
- 2010: In einer besseren Welt (Hævnen)
- 2011: Noget i luften
- 2012: Lærkevej – til døden os skiller
- 2012: Limbo (Fernsehserie, 3 Episoden)
- seit 2013: Badehotellet (Fernsehserie)
- 2014: Speed Walking (Kapgang)
- 2014: Steppeulven
- 2016: Kanonkongen Freja (Fernsehserie, 8 Episoden)
- 2017: Tinkas Weihnachtsabenteuer (Tinkas juleeventyr, Fernsehserie, 24 Episoden)
- 2018–2021: Die Schwesternschule (Sygeplejeskolen, Fernsehserie, 24 Episoden)
- 2021: Venuseffekten

## Auszeichnungen und Nominierungen
- 2001: Nominierung für den Bodil als Beste Hauptdarstellerin für Italienisch für Anfänger
- 2001: Nominierung für den Robert als Beste Hauptdarstellerin für Italienisch für Anfänger
- 2020: Nominierung für den Robert als Beste Nebendarstellerin für Die Schwesternschule
- 2021: Nominierung für den Robert als Beste Nebendarstellerin für Die Schwesternschule
- 2021: Lauritzen-Preis[3]